# Světový den populace
Světový den populace je mezinárodní svátek připadající na 11. července. Jeho cílem je zvýšit povědomí o problémech globální populace. Byl ustanoven Radou guvernérů Rozvojového programu OSN v roce 1989. Předcházel mu „Den pěti miliard“, stanovený na 11. července 1987, což je přibližné datum, kdy měla světová populace dosáhnout počtu pěti miliard obyvatel Země.